# If You Could Only See
If You Could Only See is een nummer van de Amerikaanse rockband Tonic uit 1997. Het is de derde en laatste single van hun debuutalbum Lemon Parade.

## Achtergrondinformatie
Frontman Emerson Hart schreef het nummer naar eigen zeggen nadat zijn familie hem had verstoten vanwege Harts relatie met een vrouw die ouder was dan hij. "Toen ik 21 of 22 was, was ik verliefd op iemand die mijn moeder niet zag zitten. Dus mijn familie heeft me ongeveer drie jaar verstoten. En tijdens het laatste gesprek dat ik met mijn moeder had toen ik thuis was, zei ik: 'Als je maar kon zien hoe ze van me houdt, zou je het misschien begrijpen'. Ik heb dat liedje geschreven na dat telefoontje, slechts in een paar minuten. Later bleek mijn moeder  gelijk te hebben, de relatie werkte niet. Maar ik heb er wel een geweldig liedje aan overgehouden", aldus Hart.
"If You Could Only See" bereikte de Amerikaanse Billboard Hot 100 niet, maar wel de 11e positie in de Radio Songs-lijst van Billboard. Ook in Nederland haalde het de Top 40 of Tipparade ook niet, wel bereikte het de 100e positie in de Single Top 100. Desondanks geniet het nummer wel bekendheid in Nederland en wordt het nog regelmatig gedraaid.

## Tracklijst
- Cd-single

1. "If You Could Only See" (LP-versie)– 4:21
2. "Open Up Your Eyes" (live at Melkweg, Amsterdam) – 7:04